# Robert Culp
Pour les articles homonymes, voir Culp.
Robert Culp (Oakland, 16 août 1930 – Los Angeles, 24 mars 2010),  est un acteur, scénariste et réalisateur américain.

## Biographie
Fils d'un avocat, il entre à douze ans dans un groupe théâtral et participe aux activités d'un club de jeunes acteurs jusqu'à la fin de ses études primaires. Il part ensuite pour l'université de Washington, tout en se perfectionnant dans l'art dramatique. On le voit à New York dans une pièce dont les représentations sont arrêtées au bout de deux semaines pour raisons financières. Dans le Connecticut, il fait partie d'une compagnie itinérante… Mais ce métier ne lui rapportant guère, il devient informaticien à la Chase Manhattan Bank. Obtenant un rôle à Broadway en 1953, il démarre sérieusement sa carrière. Il tourne son premier long métrage dix ans plus tard mais s'est, dans l'intervalle, fait connaître grâce à des séries télé dont il a bien souvent écrit les scénarios, sa série la plus populaire est Les Espions. Son personnage de Trent dans la série Au-delà du réel - (The Outer limits) en 1964 dans l'épisode « La main de verre » a inspiré le personnage de Terminator.
Il est également, avec Jack Cassidy et Patrick McGoohan, l’un des acteurs ayant un record de participations à Columbo. Il y joue l’assassin dans trois épisodes, et un personnage secondaire dans un quatrième.

## Décès
Il meurt d'une crise cardiaque le 24 mars 2010, à 79 ans. Il est inhumé à El Cerrito.

## Vie privée
Divorcé de Nancy Wiltner, trois enfants : Joshua (1962), Joseph (1963) et Rachel (1964). Divorcé de France Nuyen. Divorcé de Sheila Sullivan. Marié à Candace Wilson le 31 décembre 1981, une fille, Samantha (1982).
Son petit-fils est Elmo Kennedy O'Connor, plus connu sous le pseudonyme de Bones (en), un rappeur américain.

## Filmographie

### Acteur

#### Cinéma
- 1963 : Patrouilleur 109 (PT 109) de Leslie H. Martinson : Ens. George 'Barney' Ross
- 1963 : Un dimanche à New York (Sunday in New York) de Peter Tewksbury : Russ Wilson
- 1963 : Les Téméraires (en) (The Raiders) de Herschel Daugherty : James Butler 'Wild Bill' Hickok
- 1964 : Rhino! (en) de Ivan Tors : Dr Hanlon
- 1969 : Bob et Carole et Ted et Alice de Paul Mazursky : Bob Sanders
- 1971 : Un colt pour trois salopards (Hannie Caulder) de Burt Kennedy : Thomas Luther Price
- 1972 : Requiem pour des gangsters (Hickey & Boggs) de Robert Culp : Frank Boggs
- 1973 : A Name for Evil (en) de Bernard Girard : John Blake
- 1974 : Un cowboy à Hawaï (The Castaway Cowboy) de Vincent McEveety : Calvin Bryson
- 1975 : L'Enlèvement (Inside Out) de Peter Duffell : Sly Wells
- 1976 : Intervention Delta (Sky Riders) de Douglas Hickox : Jonas Bracken
- 1976 : Breaking Point (en) de Bob Clark : Frank Sirrianni
- 1976 : Un cow-boy en colère (The Great Scout & Cathouse Thursday) de Don Taylor : Jack Colby
- 1977 : Cry for Justice
- 1979 : De l'or au bout de la piste (Goldengirl) de Joseph Sargent : Steve Esselton
- 1982 : National Lampoon Goes to the Movies (en) de Bob Giraldi et Henry Jaglom : Paul Everest ("Success Wanters")
- 1985 : Turk 182! de Bob Clark : Mayor Tyler
- 1987 : Super nanas II (en) (Big Bad Mama II) de Jim Wynorski : Daryl Pearson
- 1989 : Douce nuit, sanglante nuit 3 : Coma dépassé (Silent Night, Deadly Night 3: Better Watch Out!) de Monte Hellman : Lt. Connely
- 1990 : Pucker Up and Bark Like a Dog de Paul S. Parco : Gregor
- 1991 : Timebomb de Avi Nesher : Phillips
- 1993 : L'Affaire Pélican (The Pelican Brief) de Alan J. Pakula : Président
- 1995 : Xtro 3 de Harry Bromley Davenport : Guardino
- 1995 : Panther de Mario Van Peebles : Charles Garry
- 1996 : Agent zéro zéro (Spy Hard) de Rick Friedberg : Businessman
- 1997 : Wanted : Recherché mort ou vif (Most Wanted) de David Hogan : Donald Bickhart
- 1999 : Wanted d'Harald Sicheritz : Fr. Patrick
- 1999 : Unconditional Love de Steven Rush : Karl Thomassen
- 2000 : Dark Summer de Gregory Marquette : Judge Winston
- 2000 : L'Affaire McNamara (NewsBreak) de Serge Rodnunsky : Judge McNamara
- 2000 : Eminem: E (vidéo) : Narrator (segment "Guilty Conscience")
- 2001 : Hunger (en) de Maria Giese  : The Chief
- 2001 : Farewell, My Love (en) de Randall Fontana : Michael Reilly
- 2003 : Blind Eye (vidéo) : Isaac
- 2004 : The Almost Guys (en) d'Eric Fleming : The Colonel
- 2005 : Very Bad Santa : Grandpa

#### Télévision
- 1957 : Alfred Hitchcock présente (série télévisée), Saison 2 épisode 33, A Man Greatly Beloved : Clarence
- 1960 : Rawhide (série télévisée), Saison 3 épisode 12, Incident at the Top of the World : Greg, le soldat soigné à la morphine
- 1961 : Bonanza, dans L'homme à la guitare (Broken Ballad) : Ed Payson
- 1962 : Sammy, the Way-Out Seal : Chester 'Chet' Loomis
- 1963 : Au-delà du réel : saison 1 : épisode 3 : Les Architectes de la peur (The Architects of Fear) : "Allen Leighton"
- 1963 : Au-delà du réel : saison 1 : épisode 9 : La pierre parle (Corpus earthling) : "Dr Paul Cameron"
- 1964 : Au-delà du réel :  saison 2 : épisode 5 : "La main de verre" (The Outer limits-Demon with a glass hand) : "Trent"
- 1964 : The Movie Maker
- 1964 : Le Prix d'un meurtre (The Hanged Man) de Don Siegel (téléfilm) : Harry Pace
- 1965-1968 : Les Espions : Kelly Robinson
- 1970 : Married Alive : The Colonel
- 1971 : Columbo : Faux témoin (Death Lends a Hand) (série) : détective Brimmer
- 1971 : Enlèvement par procuration (See the Man Run) : Ben Taylor
- 1972 : Columbo : Le Grain de sable (The Most Crucial Game) (série) : Paul Hanlon
- 1973 : Terreur dans la montagne (The Chill Factor) : Dr Robert Jones
- 1973 : Outrage : Dr Jim Kiler
- 1973 : Columbo : Subconscient (Double Exposure) (série) : Dr Bart Keppel
- 1974 : Houston, We've Got a Problem : Steve Bell
- 1974 : Strange Homecoming de Lee H. Katzin : Jack Halsey
- 1975 : A Cry for Help (en) : Harry Freeman
- 1976 : Déluge sur la ville (Flood!) : Steve Brannigan
- 1977 : Spectre : William Sebastian
- 1978 : Last of the Good Guys : Sgt. Nichols
- 1978 : L'Ancien Testament (feuilleton) : Joshua
- 1979 : Women in White : Anthony Broadhurst
- 1979 : Racines 2 ("Roots: The Next Generations") (feuilleton) : Lyle Pettijohn
- 1979 : Kate Loves a Mystery : Charles Huston
- 1979 : Hot Rod : T.L. Munn
- 1980 : The Dream Merchants : Henry Farnum
- 1980 : The Night the City Screamed : Frank McGuire
- 1981 : Saturn Awards
- 1981 : Hôpital sous surveillance (Killjoy) : Lou Corbin
- 1981 : Ralph Super-héros : Bill Maxwell
- 1982 : Thou Shalt Not Kill : Steve Nevins
- 1984 : Her Life as a Man : Dave Fleming
- 1984 : Calendrier sanglant (en) (Calendar Girl Murders) : Richard Trainor
- 1985 : Le Code Rebecca (The Key to Rebecca) : Gen. Erwin Rommel
- 1985 : Brothers-in-Law : Winston Goodhue
- 1986 : Arabesque (série télévisée) : (Meurtre uniquement sur rendez-vous) : Norman Amberson
- 1986 : Gladiator (The Gladiator) : Frank Mason
- 1986 : The Blue Lightning : Lester McInally
- 1986 : Combat High : General Edward 'Ed' Woods
- 1988 : What Price Victory : Billy Bob Claiborne
- 1990 : Embarquement pour l'enfer (Viaggio nel terrore: l'Achille Lauro) d'Alberto Negrin : Gen. Davies
- 1990 : Perry Mason: The Case of the Defiant Daughter : Richard Stuart
- 1990 : Madame est servie : Saison 6 épisode 13
- 1990 : Columbo : Criminologie appliquée (Columbo Goes to College)  (série) : Jordan Rowe
- 1991 : Murderous Vision : Dr Bordinay
- 1993 : Une nounou d'enfer : Pères et impairs (The Nanny : Ode to Barbara Joan)  (série) : M. Babcock
- 1994 : I Spy Returns : Kelly Robinson
- 1995 : Favorite Deadly Sins
- 1997 : Mercenary : McClean
- 2000 : Running Mates : Sen. Parker Gable
- 2002 : Reel Comedy: Austin Powers in Goldmember
- 2005 : Early Bird de Paul Feig

### Comme scénariste
- 1952 : Les Aventuriers du Far West
- 1954 : Disneyland
- 1957 :  Trackdown
- 1962 : Le Virginien
- 1964 : Des agents très spéciaux
- 1965 : Les Espions
- 1973 : Shaft
- 1983 : Hôtel (Hotel)
- 1984 : Cosby Show
- 1985 : Alfred Hitchcock présente
- 1993 : Loïs et Clark

### Comme réalisateur
- 1972 : Requiem pour des gangsters (Hickey & Boggs)

## Jeu vidéo
- 2004 : Half-Life 2 : Voix de Wallace Breen

## Voix francophones

### France
| - Jean-Claude Michel dans : - Columbo : Faux Témoin (téléfilm) - Un colt pour trois salopards - L'Enlèvement - Déluge sur la ville (téléfilm) - Intervention Delta - Jacques Thébault dans : - Columbo : Le Grain de sable (téléfilm) - Columbo : Subconscient (téléfilm) - Columbo : Criminologie appliquée (téléfilm) - Michel Paulin dans : - Turk 182! - Perry Mason (série télévisée) - Matlock (série télévisée) | - Roland Ménard dans : - Madame Columbo (téléfilm) - Une nounou d'enfer (série télévisée) - Marc Cassot dans : - Racines 2 : Les Nouvelles Générations (mini-série) - Arabesque (série télévisée) Et aussi : - Claude Bertrand dans Patrouilleur 109 - Michel Roux dans Bob et Carole et Ted et Alice - Gabriel Cattand dans Shaft : The Enforcer (téléfilm) - Pierre Hatet dans De l'or au bout de la piste - Yves Barsacq dans Docteur Quinn, femme médecin (série télévisée) - André Falcon dans L'Affaire Pélican - Michel Le Royer dans Tout le monde aime Raymond (série télévisée) - Pierre Dourlens dans Wanted recherché mort ou vif - Philippe Monnet dans Half-Life 2 (jeu vidéo - voix) |

### Québec
- Gérard Poirier dans Les Espions (série télévisée)